# Bukit Wih Ilang
Bukit Wih Ilang is een bestuurslaag in het regentschap Bener Meriah van de provincie Atjeh, Indonesië. Bukit Wih Ilang telt 376 inwoners (volkstelling 2010).